# 勝又琉偉
勝又 琉偉（かつまた るい、2004年10月7日 - ）は、静岡県富士市出身のプロ野球選手（内野手・育成選手）。右投右打。千葉ロッテマリーンズ所属。

## 経歴

### プロ入り前
小学生の時に大淵少年野球スポーツ団で野球を始める。進学した富士市立大淵中学校では軟式野球部に入部した。
その後、静岡県立富士宮東高等学校に進学した際は遊撃手に転向。1年次からレギュラーを務めた。3年次には春に4本塁打を記録し、プロの注目を集めた。夏の大会は3回戦敗退。この時は育成指名であれば大学へ進学する方針を示していた。
2022年のドラフト会議にて、千葉ロッテマリーンズから育成3位で指名を受けた。同校から直接プロ野球球団からドラフト指名されるのは史上初の出来事であった。前述のとおり、夏の段階では育成指名の場合は大学進学と考えていたが、「上のレベルでプレーしたい」と翻意し、入団の意向を示した。11月23日に契約交渉に臨み、支度金300万円、年俸230万円（金額は推定）で入団に合意した。背番号は129。

### ロッテ時代
2023年は高校時代とは変わり、三塁手を主に守るようになった。イースタン・リーグでは4月までは打率.170と低迷していたが、5月になると月間打率.283と調子を上げ、6月には一時打率3割を記録した。最終的に同リーグでチーム最多の109試合に出場したものの、打率.199、29打点、6盗塁という成績に終わった。
2024年はイースタン・リーグでの出場が44試合と前年より大きく減少した。打率こそ.208と前年よりやや改善したものの、1本塁打、9打点、1盗塁という成績で、「試合になかなか出られない中で結果を残せず悔しい1年だった」と振り返った。オフには中村奨吾の自主トレーニングに参加した。

## 選手としての特徴
長身ながら身のこなしに定評があり、大型遊撃手として期待されている。

## 人物
目標とする選手は坂本勇人。
BIGBANGのファン。
座右の銘は「俺が俺がの『我』を捨てて、おかげおかげの『下』で生きろ」
。

## 詳細情報

### 背番号
- 129（2023年[3] - ）